# Persone di nome Patrick/Calciatori
| Questa pagina contiene informazioni ricavate automaticamente dalle voci biografiche con l'ausilio del template Bio e di un bot. L'aggiornamento è periodico e automatico e ricostruisce completamente la pagina. Se manca una persona in questa lista, sei pregato di non aggiungerla, ma accertati piuttosto che la sua voce biografica contenga il template Bio e che i dati anagrafici siano correttamente compilati. Se il template Bio manca, inseriscilo tu stesso o, in alternativa, metti l'avviso {{tmp\|Bio}} che ne segnala la mancanza. Se i dati riportati sono sbagliati, correggi direttamente la voce biografica; le modifiche saranno visibili in questa lista entro pochi giorni. Per chiarimenti vedi il progetto antroponimi. La lista contiene solo le 167 persone che sono citate nell'enciclopedia e per le quali è stato implementato correttamente il template Bio. Pagina aggiornata al 22 lug 2025. |

Questa è una lista di persone presenti nell'enciclopedia che hanno il nome Patrick e sono calciatori.

## A(10)
- Tony Agana, ex calciatore inglese (Bromley, n. 1963)
- Patrick Agyemang, ex calciatore ghanese (Walthamstow, n. 1980)
- Patrick Agyemang, calciatore statunitense (East Hartford, n. 2000)
- Patrick Aisa, calciatore papuano (n. 1994)
- Paddy Andrews, calciatore irlandese (Dublino, n. 1906 - Dundrum, † 1981)
- Patrick Apataki, ex calciatore della Repubblica Democratica del Congo (Kinshasa, n. 1979)
- Patrick Asiata, calciatore samoano (n. 1985)
- Patrick Asmah, calciatore ghanese (Accra, n. 1996)
- Patrick Fabiano, calciatore brasiliano (San Paolo, n. 1987)
- Patrick Reichelt, calciatore tedesco (Berlino Ovest, n. 1988)

## B(18)
- Patrick Bamford, calciatore inglese (Grantham, n. 1993)
- Patrick Banda, calciatore zambiano (Lusaka, n. 1974 - Oceano Atlantico, † 1993)
- Patrick Banggaard, ex calciatore danese (n. 1994)
- Paddy Barrett, calciatore irlandese (Waterford, n. 1993)
- Patrick Barul, ex calciatore francese (Orléans, n. 1977)
- Patrick Battiston, ex calciatore francese (Amnéville, n. 1957)
- Patrick Bauer, calciatore tedesco (Backnang, n. 1992)
- Patrick Beneforti, ex calciatore francese (Bastia, n. 1980)
- Patrick Bengondo, ex calciatore camerunese (Akonolinga, n. 1981)
- Patrick Berg, calciatore norvegese (Bodø, n. 1997)
- Patrick Bezerra do Nascimento, calciatore brasiliano (Rio de Janeiro, n. 1992)
- Patrick Blondeau, ex calciatore francese (Marsiglia, n. 1968)
- Pat Bonner, ex calciatore irlandese (Burtonport, n. 1960)
- Paddy Bradshaw, calciatore irlandese (Dublino, n. 1912 - Dublino, † 1963)
- Patrick Burgmeier, ex calciatore liechtensteinese (n. 1980)
- Patrick Burner, calciatore francese (Fort-de-France, n. 1996)
- Patrick Byskata, ex calciatore finlandese (Kokkola, n. 1990)
- Patrick Bürger, calciatore austriaco (Oberwart, n. 1987)

## C(6)
- Patrick Dorgu, calciatore danese (Copenaghen, n. 2004)
- Patrick Ciurria, calciatore italiano (Sassuolo, n. 1995)
- John Connaughton, calciatore inglese (Wigan, n. 1949 - Fulwood, † 2022)
- Patrick Cregg, calciatore irlandese (Dublino, n. 1986)
- Patrick Cubaynes, ex calciatore francese (Nîmes, n. 1960)
- Patrick Cutrone, calciatore italiano (Como, n. 1998)

## D(12)
- Patrick Brey, calciatore brasiliano (Brasilia, n. 1997)
- Patrick Da Silva, calciatore danese (Kalundborg, n. 1994)
- Patrick Delamontagne, ex calciatore francese (La Bouëxière, n. 1957)
- Patrick Deyto, calciatore filippino (Manila, n. 1990)
- Patrick Diaiké, calciatore francese (n. 1980)
- Patrick Diotte, ex calciatore canadese (Longueuil, n. 1967)
- Patrick Doeplah, calciatore liberiano (Monrovia, n. 1990 - Monrovia, † 2011)
- Patrick Drewes, calciatore tedesco (Delmenhorst, n. 1993)
- Patrick Duijzings, ex calciatore e ex giocatore di calcio a 5 olandese (Geulhem, n. 1961)
- Patrick de Lucca, calciatore brasiliano (San Paolo, n. 2000)
- Patrick de Oliveira Vieira, calciatore brasiliano (Machado, n. 1991)
- Patrick de Paula, calciatore brasiliano (Rio de Janeiro, n. 1999)

## E(4)
- Patrick Ebert, ex calciatore tedesco (Potsdam, n. 1987)
- Patrick Ekeng, calciatore camerunese (Yaoundé, n. 1990 - Bucarest, † 2016)
- Patrick Erras, calciatore tedesco (Amberg, n. 1995)
- Patrick Friday Eze, calciatore nigeriano (Kaduna, n. 1992)

## F(4)
- Patrick Fabian, ex calciatore tedesco (Hagen, n. 1987)
- Patrick Falk, ex calciatore tedesco (Gelnhausen, n. 1980)
- Patrick Farkas, calciatore austriaco (Oberwart, n. 1992)
- Patrick Funk, calciatore tedesco (Aalen, n. 1990)

## G(4)
- Patsy Gallacher, calciatore irlandese (Ramelton, n. 1891 - † 1953)
- Patrick Gerhardt, ex calciatore svizzero (Berna, n. 1985)
- Patrick Gerritsen, ex calciatore olandese (Oldenzaal, n. 1987)
- Patrick Greil, calciatore austriaco (Salisburgo, n. 1996)

## H(6)
- Patrick Harrington, ex calciatore e ex giocatore di calcio a 5 canadese (Toledo, n. 1965)
- Patrick Hefti, ex calciatore liechtensteinese (n. 1969)
- Patrick Helmes, ex calciatore tedesco (Colonia, n. 1984)
- Patrick Herrmann, ex calciatore tedesco (Illingen, n. 1991)
- Patrick Herrmann, ex calciatore tedesco (Berlino, n. 1988)
- Patrick Hoban, calciatore irlandese (Loughrea, n. 1991)

## I(3)
- Patrick Ianni, ex calciatore statunitense (Lodi, n. 1985)
- George Ikenne, calciatore nigeriano (Calabar, n. 1991)
- Patrick Iwosso, ex calciatore congolese (Repubblica del Congo) (Brazzaville, n. 1982)

## J(2)
- Pat Jennings, ex calciatore nordirlandese (Newry, n. 1945)
- Patrick Joosten, calciatore olandese (Nimega, n. 1996)

## K(4)
- Patrick Kaddu, calciatore ugandese (n. 1995)
- Patrick Kammerbauer, calciatore tedesco (Weißenburg in Bayern, n. 1997)
- Patrick Kavanagh, ex calciatore irlandese (Dublino, n. 1985)
- Patrick Kpozo, calciatore ghanese (Accra, n. 1997)

## L(4)
- Paddy Lane, calciatore inglese (Halifax, n. 2001)
- Patrick Leduc, ex calciatore canadese (Saint-Lambert, n. 1977)
- Patrick Loa Loa, calciatore camerunese (n. 1999)
- Patrick Luan, calciatore brasiliano (Sorocaba, n. 1998)

## M(26)
- Patrick Machado Ferreira, calciatore brasiliano (Porto Alegre, n. 1998)
- Paddy Madden, calciatore irlandese (Dublino, n. 1990)
- Patrick Mainka, calciatore tedesco (Gütersloh, n. 1994)
- Patrick Malo, calciatore burkinabé (Ouagadougou, n. 1992)
- Patrick Marins Vieira, calciatore brasiliano (Rio de Janeiro, n. 1992)
- Patrick Marxer, ex calciatore liechtensteinese (n. 1976)
- Patrick Maswanganyi, calciatore sudafricano (Tembisa, n. 1998)
- Patrick Matasi, calciatore keniota (n. 1987)
- Patrick Mayo, ex calciatore sudafricano (Port Elizabeth, n. 1973)
- Patrick Mbeu, ex calciatore ruandese (n. 1986)
- Pat McBride, calciatore e allenatore di calcio statunitense (Saint Louis, n. 1943 - Saint Louis, † 2024)
- Paddy McClafferty, calciatore gibilterriano (Killybegs, n. 2004)
- Patrick McCourt, ex calciatore nordirlandese (Derry, n. 1983)
- Patrick McEleney, calciatore nordirlandese (Derry, n. 1992)
- Paddy McNair, calciatore nordirlandese (Ballyclare, n. 1995)
- Patrick Mevoungou, ex calciatore camerunese (Yaoundé, n. 1986)
- Patrick Milchraum, ex calciatore tedesco (Stoccarda, n. 1984)
- Patrick Modeste, calciatore grenadino (n. 1976)
- Paddy Moore, calciatore e allenatore di calcio irlandese (Ballybough, n. 1909 - Dublino, † 1951)
- Patrick Moreau, ex calciatore francese (Cognac, n. 1973)
- Patrick Mortensen, calciatore danese (Copenaghen, n. 1989)
- Patrick Motsepe, ex calciatore botswano (n. 1981)
- Patrick Müller, ex calciatore svizzero (Ginevra, n. 1976)
- Patrick Mullins, ex calciatore statunitense (New Orleans, n. 1992)
- Patrick Mwaungulu, calciatore malawiano (Mzuzu, n. 2002)
- Patrick Möschl, calciatore austriaco (Saalfelden am Steinernen Meer, n. 1993)

## N(6)
- Patrik Nagy, calciatore ungherese (Győr, n. 1991)
- Pat Nevin, ex calciatore scozzese (Glasgow, n. 1963)
- Patrick Ngoma, calciatore zambiano (n. 1997)
- Patrick Ntsoelengoe, calciatore sudafricano (Randfontein, n. 1956 - Lenasia, † 2006)
- Patrick Nwadike, calciatore svedese (Stoccolma, n. 1998)
- Patrick Nyarko, ex calciatore ghanese (Kumasi, n. 1986)

## O(12)
- Patrick O'Connell, calciatore e allenatore di calcio irlandese (Dublino, n. 1887 - Londra, † 1959)
- Patrick Oboya, ex calciatore keniota (Nairobi, n. 1987)
- Patrick Ochan, calciatore ugandese (Kampala, n. 1988)
- Patrick Ochs, ex calciatore tedesco (Francoforte sul Meno, n. 1984)
- Segun Odegbami, ex calciatore nigeriano (Abeokuta, n. 1952)
- Patrick Ogunsoto, ex calciatore nigeriano (Lagos, n. 1983)
- Patrick Olsen, calciatore danese (Tårnby, n. 1994)
- Patrick Osiako, calciatore keniota (Mombasa, n. 1986)
- Patrick Osterhage, calciatore tedesco (Gottinga, n. 2000)
- Patrick Ottmann, ex calciatore francese (Bischwiller, n. 1956)
- Patrick Ovie, ex calciatore nigeriano (Lagos, n. 1978)
- Patrick Owomoyela, ex calciatore tedesco (Amburgo, n. 1979)

## P(11)
- Patrick Paauwe, ex calciatore olandese ('t Harde, n. 1975)
- Patrick Pedersen, calciatore danese (Hirtshals, n. 1991)
- Patrick Pemberton, calciatore costaricano (Heredia, n. 1982)
- Patrick Pentz, calciatore austriaco (Salisburgo, n. 1997)
- Patrick Percin, ex calciatore francese (La Trinité, n. 1976)
- Patrick Pflücke, calciatore tedesco (Dresda, n. 1996)
- Patrick Phelan, ex calciatore statunitense (Houston, n. 1985)
- Patrick Phiri, ex calciatore e allenatore di calcio zambiano (Luanshya, n. 1956)
- Patrick Phungwayo, ex calciatore sudafricano (Alexandra, n. 1988)
- Patrick Platins, ex calciatore tedesco (Immenstadt im Allgäu, n. 1983)
- Patrick Puchegger, calciatore austriaco (Oberndorf an der Melk, n. 1995)

## Q(1)
- Pat Quinn, calciatore e allenatore di calcio scozzese (Glasgow, n. 1936 - † 2020)

## R(5)
- Patrick Rakovsky, calciatore tedesco (Olpe, n. 1993)
- Patrick Revelli, ex calciatore francese (Mimet, n. 1951)
- Pat Rice, ex calciatore e allenatore di calcio nordirlandese (Belfast, n. 1949)
- Patrick Roberts, calciatore inglese (Kingston upon Thames, n. 1997)
- Patrick Rossini, calciatore svizzero (Giubiasco, n. 1988)

## S(14)
- Patrick Salomon, ex calciatore austriaco (Vienna, n. 1988)
- Patrick Schmidt, calciatore austriaco (n. 1998)
- Patrick Schmidt, calciatore tedesco (Homburg, n. 1993)
- Patrick Schulte, calciatore statunitense (Saint Charles, n. 2001)
- Patrick Schönfeld, ex calciatore tedesco (Norimberga, n. 1989)
- Patrick Sequeira, calciatore costaricano (Puerto Limón, n. 1999)
- Patrick Sibomana, calciatore ruandese (Kigali, n. 1996)
- Patrick Sontheimer, calciatore tedesco (Marktoberdorf, n. 1998)
- Patrick Stumpf, calciatore tedesco (Groß-Gerau, n. 1998)
- Patrick Suffo, ex calciatore camerunese (Ebolowa, n. 1978)
- Patrick Sullivan, calciatore irlandese (Dublino, n. 1982)
- Patrick Sutter, calciatore svizzero (San Gallo, n. 1999)
- Patrick Sylvestre, ex calciatore svizzero (La Chaux-de-Fonds, n. 1968)
- Patrick William, calciatore brasiliano (São Leopoldo, n. 1997)

## T(3)
- Patrick Tardieu, ex calciatore haitiano (n. 1968)
- Patrick Tischler, ex calciatore austriaco (n. 1987)
- Patrick Twumasi, calciatore ghanese (Obuasi, n. 1994)

## V(4)
- Patrick van Aanholt, calciatore olandese ('s-Hertogenbosch, n. 1990)
- Patrick Vervoort, ex calciatore e procuratore sportivo belga (Beerse, n. 1965)
- Patrick Villars, ex calciatore ghanese (n. 1984)
- Patrick Vroegh, calciatore olandese (Herwijnen, n. 1999)

## W(5)
- Patrick Weihrauch, calciatore tedesco (Gräfelfing, n. 1994)
- Patrick Wessely, calciatore austriaco (Vienna, n. 1994)
- Patrick Wimmer, calciatore austriaco (Tulln, n. 2001)
- Patrick Wleh, ex calciatore liberiano (Monrovia, n. 1991)
- Patrick Wolf, calciatore austriaco (Graz, n. 1981)

## Y(1)
- Patrick Yazbek, calciatore australiano (Liverpool, n. 2002)

## Z(2)
- Patrick Ziegler, ex calciatore tedesco (Gräfelfing, n. 1990)
- Patrick Zoundi, ex calciatore burkinabé (Ouagadougou, n. 1982)